# 864
| 864                |
| ------------------ |
| Dødsfald - Fødsler |
|                    |

| Gregoriansk kalender | 864 DCCCLXIV            |
| Ab urbe condita      | 1617                    |
| Armensk kalender     | 313 ԹՎ ՅԺԳ              |
| Kinesiske kalender   | 3560 – 3561 癸未 – 甲申 |
| Etiopisk kalender    | 856 – 857               |
| Jødisk kalender      | 4624 – 4625             |
| Hindukalendere       |                         |
| - Vikram Samvat      | 919 – 920               |
| - Shaka Samvat       | 786 – 787               |
| - Kali Yuga          | 3965 – 3966             |
| Iransk kalender      | 242 – 243               |
| Islamisk kalender    | 250 – 251               |

Se også 864 (tal)

## Dødsfald
| År | Spire Denne artikel om et år, årti, århundrede eller årtusinde er en spire som bør udbygges. Du er velkommen til at hjælpe Wikipedia ved at udvide den. |